# Křížová cesta (Liptaň)
Křížová cesta v Liptani na Osoblažsku v okrese Bruntál se nachází v západní části obce pod Strážným vrchem.

## Historie
Křížovou cestu tvoří čtrnáct cihlových neomítaných výklenkových kapliček, které stojí v kruhu kolem velké kaple Panny Marie Pomocné se sanktusníkem. Jedenáct zastavení je zachovalých, zastavení č. 6, 7 a 11 byla zčásti zbořena. Z nich zůstalo zdivo do výše cca 0,5 metru. Dvě zastavení se nacházela v zahradě sousedícího domu.
Poutní místo bylo roku 2013 opraveno a poškozené kapličky dozděny. Součástí oprav areálu bylo přemístit zastavení ze soukromé zahrady za plot na pozemek obce a zhotovit pro ně nové obrazy na plechu.
Kaple Panny Marie Pomocné je chráněna jako nemovitá Kulturní památka České republiky.

## Galerie

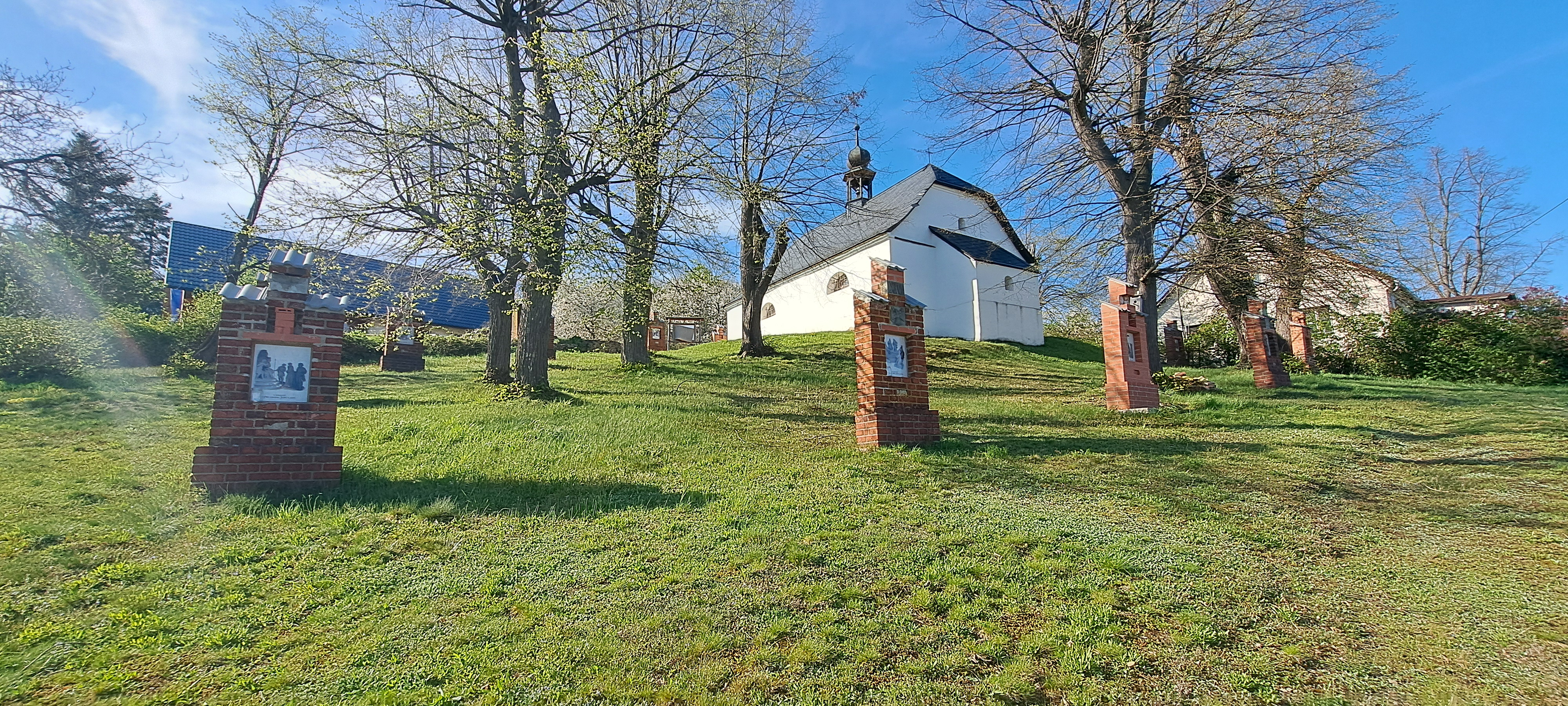
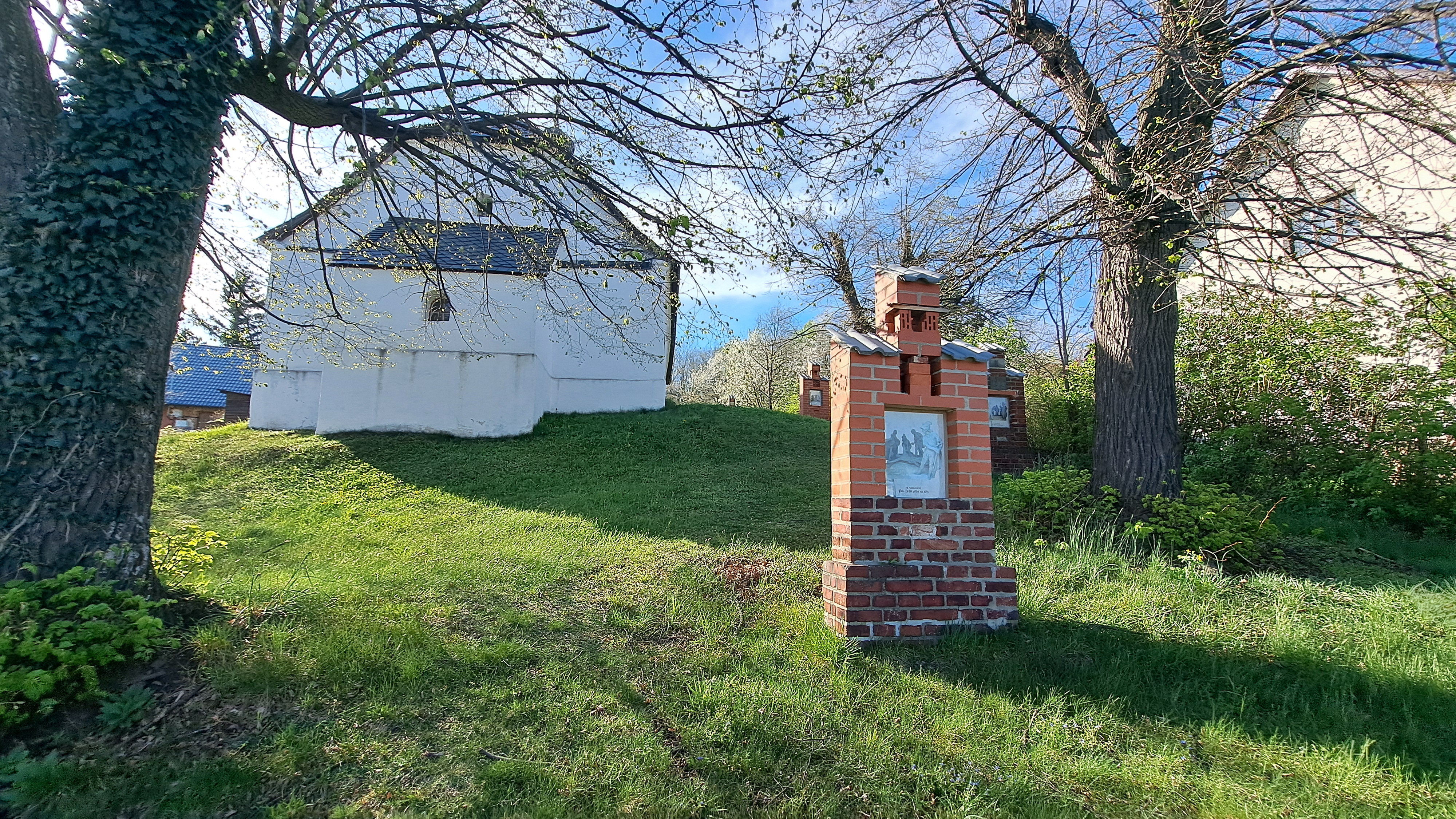
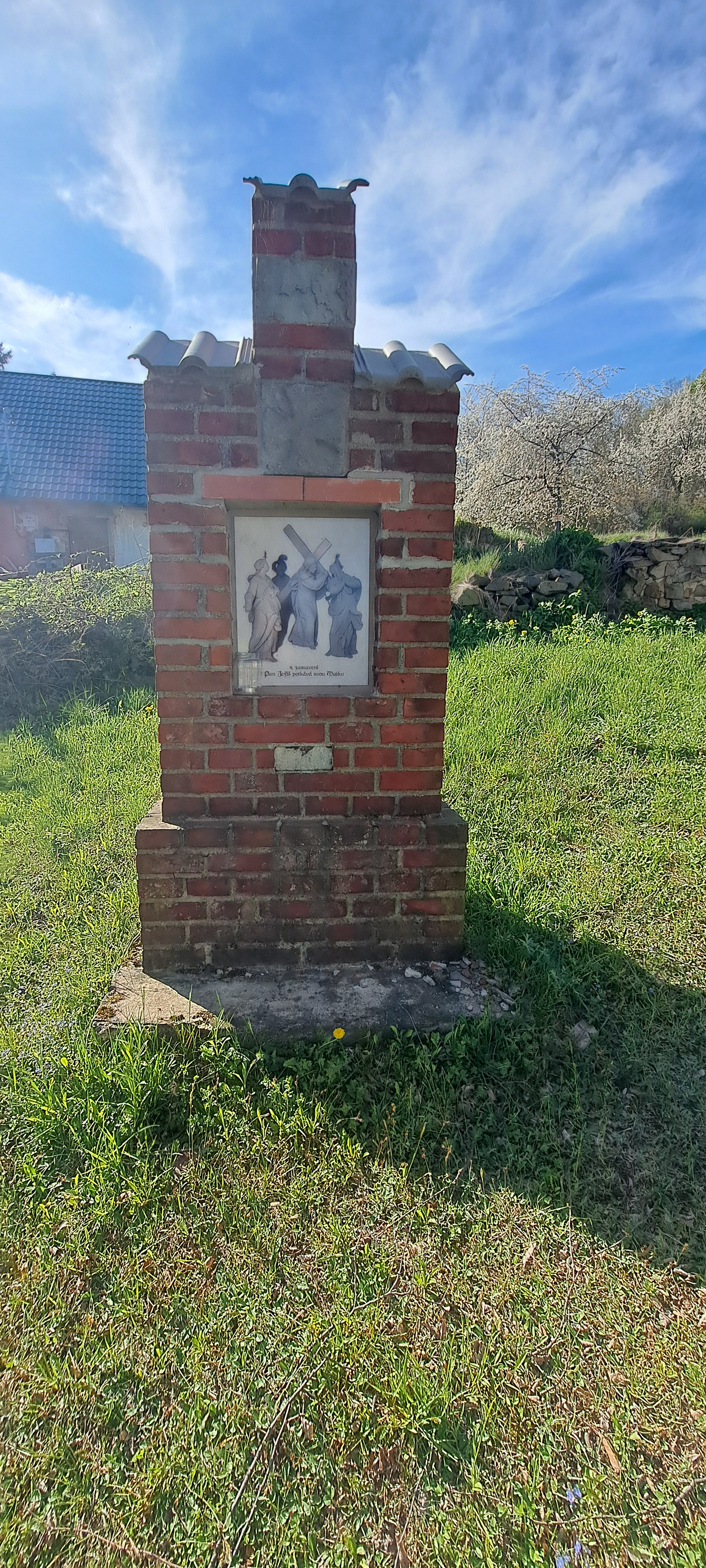
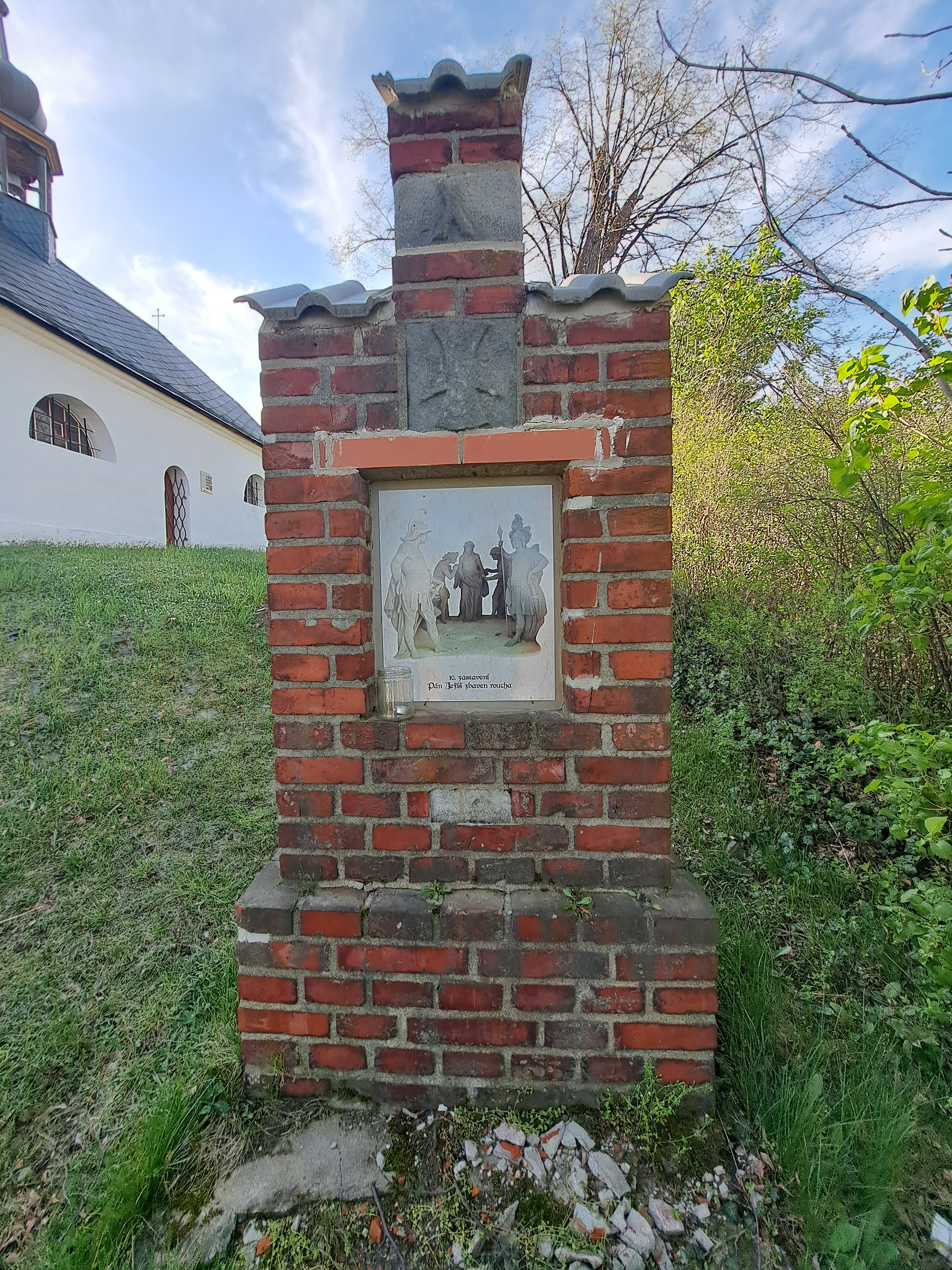
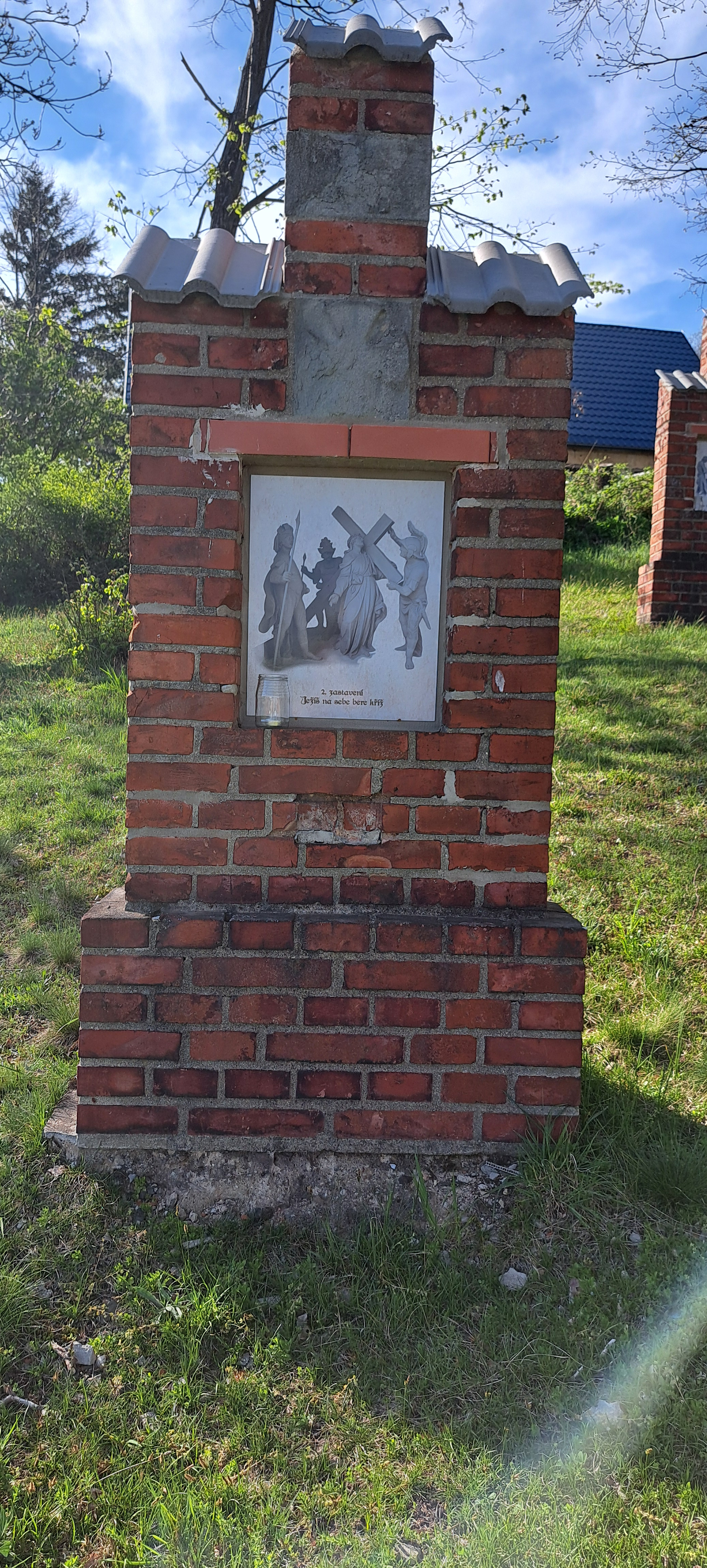